# Théâtre national du Luxembourg
Le théâtre national du Luxembourg est une association sans but lucratif créée le 30 avril 1996 par Frank Hoffmann (de), Jean Flammang, Olivier Ortolani, Camille Kerger (en) et Karl Horsburgh. Il adhère à la fédération luxembourgeoise des théâtres professionnels.
La première représentation eut lieu le 1er octobre 1997 avec la pièce Ein Traumspiel de August Stinberg, sous la direction de Frank Hoffmann. Il est installé depuis la saison 2004/2005 dans les locaux d'un ancien forgeron de la route de Longwy à Luxembourg.